# ریاست‌جمهوری باراک اوباما
دورهٔ ریاست‌جمهوری باراک اوباما (انگلیسی: Presidency of Barack Obama)، در ظهر منطقهٔ زمانی شرقی روز ۲۰ ژانویهٔ ۲۰۰۹ آغاز شد؛ زمانی که او ۴۴مین رئیس‌جمهور ایالات متحد شد. زمانی که اوباما در انتخابات ریاست‌جمهوری سال ۲۰۰۸ بر جان مک‌کین، سناتوری از آریزونا، پیروز شد، سناتوری از ایالت ایلینوی بود. باراک اوباما نخستین آمریکایی آفریقایی‌تبار است که به‌ریاست‌جمهوری ایالات متحد می‌رسد؛ چنان‌که نخستین رئیس‌جمهور این کشور است که در هاوایی متولد شده‌است. 
تصمیمات سیاست‌گذاری وی به بحران مالی جهانی پرداخته‌اند، و مشتمل بر تغییراتی در سیاست‌های مالیاتی، قانون‌گذاری برای اصلاح نظام درمان ایالات متحد، ابتکاراتی در حوزهٔ سیاست خارجی، و توقف تدریجی نگه‌داری زندانیان در بازداشت‌گاه گوانتاناموی کوبا بوده‌است. او در نشست گروه ۲۰ در لندن شرکت کرد، و بعداً با نیروهای آمریکایی مستقر در عراق دیدار کرد. او، در سفری به کشورهای گوناگون اروپایی، که متعاقب نشست گروه ۲۰ صورت گرفت، در پراگ اعلام کرد که قصد دارد برای کاهش قابل‌ملاحظه در تسلیحات هسته‌ای جهان، جهت انهدام مشروط‌شان، مذاکره کند. در اکتبر ۲۰۰۹، اوباما برای «تلاش‌های فوق‌العاده‌اش در جهت تقویت دیپلماسی بین‌المللی و هم‌کاری میان ملت‌ها» برندهٔ جایزهٔ صلح نوبل شد.
او در ۶ نوامبر ۲۰۱۲، با پیروزی بر کاندیدای جمهوری‌خواه، میت رامنی، با کسب ۶۵٫۹ میلیون رأی عادی، و ۳۳۲ رأی الکترال، برای دومین‌بار به‌ریاست‌جمهوری ایالات متحد برگزیده شد، و در سخن‌رانی پیروزی‌اش اهداف دورهٔ دوم ریاست‌جمهوری‌اش را برشمرد. او بر نیاز به مبارزه با نابرابری درآمد تأکید کرد؛ چنان‌که بر مواجهه با گرمایش جهانی، اصلاح نظام آموزشی آمریکا برای ارتقای فناوری و نوآوری، با این جمله پافشاری کرد: «ما به یک آمریکای سخاوت‌مند باور داریم.» 